# 堀みづき
堀 みづき（ほり みづき、1993年2月7日 - ）は、日本のタレント、モデル。LEAD所属。2018年の春ごろまではアービングに所属していた。

## 来歴
・1993年山形県酒田市生まれ、6歳より東京で育つ。堀越高等学校卒業。
・所持資格は、ダイエット検定、認定フェイシャルエステティシャン、ファッション販売能力検定、WBJ「認定ウエディングプランナー
- 2016年にスキューバダイビングのオープンウォーターの資格を取得。同年9月に週刊ヤングジャンプでグラビアデビュー。

## 人物
パンダ大好きで部屋中パンダグッズであふれているとのこと。
美容、メイク、ファッションも好きで、見かけによらず食べることも好きでお肉が好物。
ダイエット検定を持っているほどの美容好き。
毎日食するほど納豆好き。
私生活では2024年10月30日に、一般男性と結婚したこと、第1子を出産したことをそれぞれ自身のSNSにて明らかにした。

## 出演

### CM
- LAWSON冷やし中華「戻れない篇」(2016年5月)
- XFAG モンスターストライクTVCM「絶対反射主義篇」(2016年7月)
- 酒田米菓 「田園ショコラ#6」(2017年11月)

### 広告
- kanebo「SALA」
- JR東日本「旅立つトマト」

### テレビ番組
- となりの新選組(2016年4月フジテレビ)
- チェンジ3(2016年9月26日テレビ朝日)
- スーパーサラリーマン左江内氏第1話(2017年1月フジテレビ)
- ローラと直美のGo!Go!TV(2017年2月4日フジテレビ)
- キスマイBUSAIKU!?(2017年5月8日フジテレビ)
- 人は見た目が100パーセント第5話(2017年6月フジテレビ)
- 兄に愛されすぎて困ってます第1話(2017年6月日本テレビ)
- ノブナカなんなん?(2020年10月24日)

### ラジオ
- 阿井莉沙と堀みづきのブリリアント タイム（2017年4月11日‐、ラジオ日本・2017年1月から3月にかけては「ブリリアントガール（仮）」であった）‐メインパーソナリティー

### 映画
- HiGH&LOW〜THE STORY OF S.W.O.R.D.〜

## 雑誌
- andGIRL(2016年4月号)
- マリンダイビング(2016年6月)
- lascuba(2016年vol.8)
- 週刊ヤングジャンプ(集英社)(2016年9月15日発売42号)
- 週刊プレイボーイ(集英社)(2017年5月15日発売19.20号)
- マリンダイビング(2017年6月)
- lascuba(2017年vol.9)
- GQjapan9月号(2017年7月)
- ランニングマガジンクリール12月号、1月号(2017年10月22日、11月22日)